# Aktentaschen-Indikator
Der Aktentaschen-Indikator (englisch Greenspan Briefcase Indicator) war ein humoristischer Versuch, das Ergebnis einer Sitzung des Federal Open Market Committees vorherzusagen. Die „Regel“ bestand darin, dass eine Änderung des Leitzinses umso wahrscheinlicher sein sollte, je voller die Aktentasche des damaligen Vorsitzenden des Komitees Alan Greenspan war. Begründet wurde sie damit, dass Greenspan um eine Änderung zu begründen umfangreichere Dokumentation benötigen würde, als wenn er den Status quo beibehalten wollte.